# Lazare Abate Abate
Lazare Abate Abate est né en 1964 et meurt le 26 juin 2021 à Yaoundé. Administrateur civil principal, il occupe les fonctions de gouverneur de la région de l'Extrême-Nord Cameroun.

## Biographie

### Carrière
Dans les années 1980, Lazare Abate Abate occupe les fonctions de préfet du département du Wouri . Quelques années plus tard, il occupe le même poste dans le département de la Lékié. De 2003 à 2005, il sera le gouverneur de la région de l'Extrême-Nord, avant de prendre sa retraite.

### Décès
Lazare Abate Abate s'éteint le 26 juin 2021 à Yaoundé de suites de maladie. Il est inhumé le 7 août 2021 à Ngomenang, près de Nguelemendouka, dans le département du Haut-Nyong, région de l'Est.

## Distinction
· Médaille d'officier de l'Ordre national de la valeur.